# Burak Yılmaz
Burak Yılmaz (Antalya, 15 juli 1985) is een Turkse voormalig voetballer die doorgaans als aanvaller speelde. Yılmaz debuteerde in 2006 in het Turks voetbalelftal.

## Clubcarrière

### Antalyaspor
Yılmaz begon zijn carrière bij Antalyaspor, waar hij als zestienjarige bij het eerste werd gehaald. Op 29 augustus 2004 scoorde hij zijn eerste twee goals in het professionele voetbal, tegen Karşıyaka. In zijn derde seizoen zorgde hij er mede voor dat Antalyaspor niet degradeerde uit de TFF 1.Lig. Het seizoen erop promoveerden zij naar de Süper Lig. Hij speelde in totaal vier seizoenen bij Antalyaspor, waar hij tot 73 wedstrijden en achttien goals kwam. 

### Besiktas en Manisaspor
In de zomer van 2006 maakte Yılmaz de overstap naar Beşiktaş, waar zijn vader Fikret Yılmaz als doelman ook heeft gespeeld. In zijn eerste seizoen scoorde hij zes goals in 43 wedstrijden. Maar het seizoen erop werd Yilmaz, na een slecht halfjaar, verhuurd aan Manisaspor. Daar scoorde hij negen goals in achttien wedstrijden.

### Fenerbahçe
Op 29 juni 2008 maakte Yılmaz een transfer naar Fenerbahçe, waar hij rugnummer 7 zou gaan dragen. Hij speelde daar echter maar één seizoen en scoorde in geen van zijn in totaal zestien wedstrijden. Het opvolgende seizoen werd hij verhuurd aan Eskişehirspor, waar hij met twee goals in zeventien wedstrijden ook geen potten kon breken.

### Trabzonspor
In februari 2010 vertrok Yılmaz naar Trabzonspor. Yılmaz' kwaliteiten werden duidelijk toen hij bij Trabzonspor niet rechts op het middenveld, waar hij aanvankelijk stond, maar als diepe spits begon te spelen. Op zijn nieuwe positie maakte Yılmaz in het seizoen 2011/12 31 doelpunten in 34 wedstrijden. In totaal speelde hij 94 wedstrijden voor Trabzonspor en maakte hij 59 goals.

### Galatasaray
Na zijn periode bij Trabzonspor koos de spits in de zomer van 2012 voor Galatasaray, waar hij herenigd werd met zijn oud-ploeggenoot bij Trabzonspor, Selçuk İnan. Met Galatasaray bereikte Yılmaz een nieuwe mijlpaal door in acht wedstrijden in de UEFA Champions League 2012/13 achtmaal te scoren. Op 18 december 2012 werd Yılmaz door de UEFA uitgeroepen tot de beste speler van de groepsfase.
In vier seizoenen bij de club maakte hij in 141 wedstrijden zo'n 82 doelpunten en in het seizoen 2014/15 won hij met de club, naast de landstitel, ook het bekertoernooi. Door zijn komst naar Galatasaray werd Yılmaz een van de negen spelers die voor alle drie de 'Grote Drie'-clubs van Turkije (Besiktas, Galatasaray, Fenerbahçe) en een van de twee spelers die voor de 'Grote Vier' (met Trabzonspor) erbij) heeft gespeeld.

### Beijing Guoan FC
In 2016 vertrok Yilmaz voor acht miljoen euro naar het Chinese Beijing Guoan FC. In twee seizoenen scoorde hij daar 19 doelpunten in 31 wedstrijden.

### Trabzonspor en Beşiktaş
In de zomer van 2017 keerde hij terug bij Trabzonspor, waar hij opnieuw met scherp schoot. In anderhalf jaar scoorde hij 28 doelpunten in 32 wedstrijden. Tijdens de winterstop van het seizoen 2018/19 verkaste Yılmaz naar Beşiktaş, waar hij tien jaar ervoor niet wist te slagen. In zijn tweede periode bij deze club scoorde hij 25 keer in 41 wedstrijden.

### Lille
In de zomerstop van 2020 begon Yılmaz aan zijn tweede buitenlandse avontuur. Hij tekende een contract voor twee seizoenen bij het Franse Lille OSC, waar hij in zijn eerste seizoen meteen het grote Paris Saint-Germain van een achtste landstitel in negen seizoenen afhield. Met zestien goals in 28 competitiewedstrijden leverde hij daar een grote bijdrage aan en bezorgde hij Lille OSC hun eerste landstitel in tien jaar tijd, door op 23 mei 2021 2–1 overwinning op Angers via een penalty een van de twee goals van OSC Lille voor zijn rekening te nemen.

### Fortuna Sittard
Op 21 juni 2022 stuntte Fortuna Sittard met de komst van Yılmaz, die in Sittard tekende voor vijf seizoenen. Daarbij zou Yılmaz de eerste twee seizoenen actief zijn als speler, waarna hij aan een trainerstraject zou beginnen. In juni 2023 meldde de club dat Yilmaz en Fortuna na overleg hadden besloten hun wegen te scheiden.

## Clubstatistieken
| Seizoen | Club            | Competitie   | Competitie | Competitie | Competitie | Beker | Beker | Beker | Internationaal | Internationaal | Internationaal | Totaal | Totaal | Totaal |
| Seizoen | Club            | Competitie   | Wed.       | Dlp.       | Ass.       | Wed.  | Dlp.  | Ass.  | Wed.           | Dlp.           | Ass.           | Wed.   | Dlp.   | Ass.   |
| ------- | --------------- | ------------ | ---------- | ---------- | ---------- | ----- | ----- | ----- | -------------- | -------------- | -------------- | ------ | ------ | ------ |
| 2004/05 | Antalyaspor     | TFF 1. Lig   | 1          | 1          | 0          | 1     | 0     | 1     | —              | —              | —              | 2      | 1      | 1      |
| 2005/06 | Antalyaspor     | TFF 1. Lig   | 8          | 2          | 0          | 0     | 0     | 0     | —              | —              | —              | 8      | 2      | 0      |
| 2006/07 | Beşiktaş        | Süper Lig    | 30         | 5          | 1          | 7     | 1     | 2     | 6              | 0              | 1              | 43     | 6      | 4      |
| 2007/08 | Beşiktaş        | Süper Lig    | 9          | 1          | 0          | 1     | 0     | 0     | 2              | 0              | 0              | 12     | 1      | 0      |
| 2007/08 | Manisaspor      | Süper Lig    | 16         | 9          | 1          | 2     | 0     | 0     | —              | —              | —              | 18     | 9      | 1      |
| 2008/09 | Fenerbahçe      | Süper Lig    | 6          | 0          | 0          | 3     | 0     | 1     | 7              | 0              | 1              | 16     | 0      | 2      |
| 2009/10 | → Eskişehirspor | Süper Lig    | 14         | 1          | 5          | 3     | 1     | 0     | —              | —              | —              | 17     | 2      | 5      |
| 2009/10 | Trabzonspor     | Süper Lig    | 11         | 3          | 0          | 3     | 0     | 0     | —              | —              | —              | 14     | 3      | 0      |
| 2010/11 | Trabzonspor     | Süper Lig    | 30         | 19         | 2          | 4     | 1     | 2     | 2              | 0              | 0              | 36     | 20     | 4      |
| 2011/12 | Trabzonspor     | Süper Lig    | 34         | 33         | 4          | 1     | 1     | 0     | 8              | 1              | 0              | 43     | 35     | 4      |
| 2012/13 | Galatasaray     | Süper Lig    | 30         | 24         | 8          | 0     | 0     | 0     | 9              | 8              | 0              | 39     | 32     | 8      |
| 2013/14 | Galatasaray     | Süper Lig    | 32         | 16         | 7          | 6     | 2     | 2     | 6              | 0              | 0              | 44     | 18     | 9      |
| 2014/15 | Galatasaray     | Süper Lig    | 28         | 16         | 4          | 3     | 4     | 1     | 6              | 2              | 0              | 37     | 22     | 5      |
| 2015/16 | Galatasaray     | Süper Lig    | 15         | 9          | 1          | 2     | 1     | 0     | 4              | 0              | 0              | 21     | 10     | 1      |
| 2016    | Beijing Guoan   | Super League | 17         | 11         | 3          | 3     | 0     | 2     | —              | —              | —              | 20     | 11     | 5      |
| 2017    | Beijing Guoan   | Super League | 11         | 8          | 1          | 1     | 0     | 0     | —              | —              | —              | 12     | 8      | 1      |
| 2017/18 | Trabzonspor     | Süper Lig    | 25         | 23         | 4          | 0     | 0     | 0     | —              | —              | —              | 25     | 23     | 4      |
| 2018/19 | Trabzonspor     | Süper Lig    | 7          | 5          | 0          | 0     | 0     | 0     | —              | —              | —              | 7      | 5      | 0      |
| 2018/19 | Beşiktaş        | Süper Lig    | 15         | 11         | 1          | 0     | 0     | 0     | —              | —              | —              | 15     | 11     | 1      |
| 2019/20 | Beşiktaş        | Süper Lig    | 25         | 13         | 7          | 1     | 1     | 0     | —              | —              | —              | 26     | 14     | 7      |
| 2020/21 | Lille OSC       | Ligue 1      | 28         | 16         | 5          | 1     | 0     | 0     | 4              | 2              | 0              | 33     | 18     | 5      |
| 2021/22 | Lille OSC       | Ligue 1      | 31         | 4          | 3          | 2     | 0     | 2     | 7              | 3              | 0              | 40     | 7      | 5      |
| 2022/23 | Fortuna Sittard | Eredivisie   | 26         | 9          | 5          | 1     | 0     | 0     | —              | —              | —              | 27     | 9      | 5      |
| TOTAAL  | TOTAAL          | TOTAAL       | 449        | 239        | 62         | 45    | 12    | 13    | 61             | 16             | 2              | 555    | 267    | 77     |

## Interlandcarrière
Yılmaz maakte op 12 april 2006 zijn debuut voor Turkije onder coach Fatih Terim. Vijf jaar later, op 3 juni 2011 maakte hij zijn eerste goal in een 1-1 gelijkspel met België. Hij maakte deel uit van de selecties van Turkije tijdens EK 2016 en EK 2020. Op 24 maart 2021 maakte hij zijn eerste hattrick voor Turkije in een 4-2 overwinning op Nederland. Op 24 maart 2022 speelde hij zijn laatste wedstrijd voor Turkije tegen Portugal in de play-offs om deelname aan het WK 2022. Hij scoorde, maar miste een cruciale penalty en zag zijn team met 3-1 verliezen. Na afloop van de wedstrijd kondigde hij aan dat hij stopte als international. Met 31 goals staat hij tweede op de all-time topscorerslijst van Turkije, achter Hakan Şükür (51 doelpunten).
| Interlands van Burak Yılmaz voor Turkije | Interlands van Burak Yılmaz voor Turkije | Interlands van Burak Yılmaz voor Turkije | Interlands van Burak Yılmaz voor Turkije | Interlands van Burak Yılmaz voor Turkije | Interlands van Burak Yılmaz voor Turkije | Interlands van Burak Yılmaz voor Turkije |
| №                                        | Datum                                    | Wedstrijd                                | Uitslag                                  | Soort wedstrijd                          | Doelpunten                               |                                          |
| Als speler bij Antalyaspor               | Als speler bij Antalyaspor               | Als speler bij Antalyaspor               | Als speler bij Antalyaspor               | Als speler bij Antalyaspor               | Als speler bij Antalyaspor               | Als speler bij Antalyaspor               |
| ---------------------------------------- | ---------------------------------------- | ---------------------------------------- | ---------------------------------------- | ---------------------------------------- | ---------------------------------------- | ---------------------------------------- |
| 1.                                       | 12 april 2006                            | Azerbeidzjan – Turkije                   | 1 – 1                                    | Vriendschappelijk                        |                                          |                                          |
| 2.                                       | 24 mei 2006                              | België – Turkije                         | 3 – 3                                    | Vriendschappelijk                        |                                          |                                          |
| 3.                                       | 28 mei 2006                              | Turkije – Estland                        | 1 – 1                                    | Vriendschappelijk                        |                                          |                                          |
| 4.                                       | 4 juni 2006                              | Macedonië – Turkije                      | 1 – 0                                    | Vriendschappelijk                        |                                          |                                          |
| Als speler bij Trabzonspor               |                                          |                                          |                                          |                                          |                                          |                                          |
| 5.                                       | 17 november 2010                         | Nederland – Turkije                      | 1 – 0                                    | Vriendschappelijk                        |                                          |                                          |
| 6.                                       | 9 februari 2011                          | Turkije – Zuid-Korea                     | 0 – 0                                    | Vriendschappelijk                        |                                          |                                          |
| 7.                                       | 29 maart 2011                            | Turkije – Oostenrijk                     | 2 – 0                                    | Kwalificatie EK 2012                     |                                          |                                          |
| 8.                                       | 3 juni 2011                              | België – Turkije                         | 1 – 1                                    | Kwalificatie EK 2012                     | 22'                                      |                                          |
| 9.                                       | 10 augustus 2011                         | Turkije – Estland                        | 3 – 0                                    | Vriendschappelijk                        |                                          |                                          |
| 10.                                      | 2 september 2011                         | Turkije – Kazachstan                     | 2 – 1                                    | Kwalificatie EK 2012                     | 31'                                      |                                          |
| 11.                                      | 6 september 2011                         | Oostenrijk – Turkije                     | 0 – 0                                    | Kwalificatie EK 2012                     |                                          |                                          |
| 12.                                      | 7 oktober 2011                           | Turkije – Duitsland                      | 1 – 3                                    | Kwalificatie EK 2012                     |                                          |                                          |
| 13.                                      | 11 oktober 2011                          | Turkije – Azerbeidzjan                   | 1 – 0                                    | Kwalificatie EK 2012                     | 60'                                      |                                          |
| 14.                                      | 11 november 2011                         | Turkije – Kroatië                        | 0 – 3                                    | Kwalificatie EK 2012                     |                                          |                                          |
| 15.                                      | 29 februari 2012                         | Turkije – Slowakije                      | 1 – 2                                    | Vriendschappelijk                        |                                          |                                          |
| 16.                                      | 26 mei 2012                              | Finland – Turkije                        | 3 – 2                                    | Vriendschappelijk                        | 21' 55'                                  |                                          |
| 17.                                      | 29 mei 2012                              | Bulgarije – Turkije                      | 0 – 2                                    | Vriendschappelijk                        | 90+1'                                    |                                          |
| 18.                                      | 2 juni 2012                              | Portugal – Turkije                       | 1 – 3                                    | Vriendschappelijk                        |                                          |                                          |
| Als speler bij Galatasaray               |                                          |                                          |                                          |                                          |                                          |                                          |
| 19.                                      | 15 augustus 2012                         | Oostenrijk – Turkije                     | 2 – 0                                    | Vriendschappelijk                        |                                          |                                          |
| 20.                                      | 7 september 2012                         | Nederland – Turkije                      | 2 – 0                                    | Kwalificatie WK 2014                     |                                          |                                          |
| 21.                                      | 11 september 2012                        | Turkije – Estland                        | 3 – 0                                    | Kwalificatie WK 2014                     |                                          |                                          |
| 22.                                      | 14 november 2012                         | Turkije – Denemarken                     | 1 – 1                                    | Vriendschappelijk                        |                                          |                                          |
| 23.                                      | 6 februari 2013                          | Turkije – Tsjechië                       | 0 – 2                                    | Vriendschappelijk                        |                                          |                                          |
| 24.                                      | 22 maart 2013                            | Andorra – Turkije                        | 0 – 2                                    | Kwalificatie WK 2014                     | 45+2'                                    |                                          |
| 25.                                      | 26 maart 2013                            | Turkije – Hongarije                      | 1 – 1                                    | Kwalificatie WK 2014                     | 63'                                      |                                          |
| 26.                                      | 31 mei 2013                              | Slovenië – Turkije                       | 2 – 0                                    | Vriendschappelijk                        |                                          |                                          |
| 27.                                      | 14 augustus 2013                         | Turkije – Ghana                          | 2 – 2                                    | Vriendschappelijk                        | 7'                                       |                                          |
| 28.                                      | 6 september 2013                         | Turkije – Andorra                        | 5 – 0                                    | Kwalificatie WK 2014                     | 64'                                      |                                          |
| 29.                                      | 10 september 2013                        | Roemenië – Turkije                       | 0 – 2                                    | Kwalificatie WK 2014                     | 22'                                      |                                          |
| 30.                                      | 11 oktober 2013                          | Estland – Turkije                        | 0 – 2                                    | Kwalificatie WK 2014                     | 47'                                      |                                          |
| 31.                                      | 15 oktober 2013                          | Turkije – Nederland                      | 0 – 2                                    | Kwalificatie WK 2014                     |                                          |                                          |
| 32.                                      | 15 november 2013                         | Turkije – Noord-Ierland                  | 1 – 0                                    | Vriendschappelijk                        |                                          |                                          |
| 33.                                      | 19 november 2013                         | Turkije – Wit-Rusland                    | 2 – 1                                    | Vriendschappelijk                        | 89'                                      |                                          |
| 34.                                      | 5 maart 2014                             | Turkije – Zweden                         | 2 – 1                                    | Vriendschappelijk                        |                                          |                                          |
| 35.                                      | 3 september 2014                         | Denemarken – Turkije                     | 1 – 2                                    | Vriendschappelijk                        |                                          |                                          |
| 36.                                      | 9 september 2014                         | IJsland – Turkije                        | 3 – 0                                    | Kwalificatie EK 2016                     |                                          |                                          |
| 37.                                      | 16 november 2014                         | Turkije – Kazachstan                     | 3 – 1                                    | Kwalificatie EK 2016                     | 26' (pen.) 29'                           |                                          |
| 38.                                      | 28 maart 2015                            | Nederland – Turkije                      | 1 – 1                                    | Kwalificatie EK 2016                     | 37'                                      |                                          |
| 39.                                      | 8 juni 2015                              | Turkije – Bulgarije                      | 4 – 0                                    | Vriendschappelijk                        | 56' 80'                                  |                                          |
| 40.                                      | 12 juni 2015                             | Kazachstan – Turkije                     | 0 – 1                                    | Kwalificatie EK 2016                     |                                          |                                          |
| 41.                                      | 3 september 2015                         | Turkije – Letland                        | 1 – 1                                    | Kwalificatie EK 2016                     |                                          |                                          |
| 42.                                      | 6 september 2015                         | Turkije – Nederland                      | 3 – 0                                    | Kwalificatie EK 2016                     | 85'                                      |                                          |
| Als speler bij Beijing Guoan             |                                          |                                          |                                          |                                          |                                          |                                          |
| 43.                                      | 29 mei 2016                              | Turkije – Montenegro                     | 1 – 0                                    | Vriendschappelijk                        |                                          |                                          |
| 44.                                      | 5 juni 2016                              | Slovenië – Turkije                       | 0 – 1                                    | Vriendschappelijk                        | 5'                                       |                                          |
| 45.                                      | 12 juni 2016                             | Turkije – Kroatië                        | 0 – 1                                    | EK 2016                                  |                                          |                                          |
| 46.                                      | 17 juni 2016                             | Spanje – Turkije                         | 3 – 0                                    | EK 2016                                  |                                          |                                          |
| 47.                                      | 21 juni 2016                             | Tsjechië – Turkije                       | 0 – 2                                    | EK 2016                                  | 10'                                      |                                          |
| 48.                                      | 12 november 2016                         | Turkije – Kosovo                         | 2 – 0                                    | Kwalificatie WK 2018                     | 51'                                      |                                          |
| 49.                                      | 5 juni 2017                              | Noord-Macedonië– Turkije                 | 0 – 0                                    | Vriendschappelijk                        |                                          |                                          |
| 50.                                      | 11 juni 2017                             | Kosovo – Turkije                         | 1 – 4                                    | Kwalificatie WK 2018                     | 61'                                      |                                          |
| Als speler bij Trabzonspor               |                                          |                                          |                                          |                                          |                                          |                                          |
| 51.                                      | 5 september 2017                         | Turkije – Kroatië                        | 1 – 0                                    | Kwalificatie WK 2018                     |                                          |                                          |
| 52.                                      | 6 oktober 2017                           | Turkije – Ijsland                        | 0 – 3                                    | Kwalificatie WK 2018                     |                                          |                                          |
| Als speler bij Beşiktaş JK               |                                          |                                          |                                          |                                          |                                          |                                          |
| 53.                                      | 22 maart 2019                            | Albanië– Turkije                         | 0 – 2                                    | Kwalificatie EK 2020                     | 21'                                      |                                          |
| 54.                                      | 25 maart 2019                            | Turkije – Moldavië                       | 4 – 0                                    | Kwalificatie EK 2020                     |                                          |                                          |
| 55.                                      | 8 juni 2019                              | Turkije – Frankrijk                      | 2 – 0                                    | Kwalificatie EK 2020                     |                                          |                                          |
| 56.                                      | 11 juni 2019                             | IJsland – Turkije                        | 2 – 1                                    | Kwalificatie EK 2020                     |                                          |                                          |
| Als speler bij Lille OSC                 |                                          |                                          |                                          |                                          |                                          |                                          |
| 57.                                      | 11 oktober 2019                          | Turkije – Albanië                        | 1 – 0                                    | Kwalificatie EK 2020                     |                                          |                                          |
| 58.                                      | 14 oktober 2019                          | Frankrijk – Turkije                      | 1 – 1                                    | Kwalificatie EK 2020                     |                                          |                                          |
| 59.                                      | 14 november 2019                         | Turkije – Ijsland                        | 0 – 0                                    | Kwalificatie EK 2020                     |                                          |                                          |
| 60.                                      | 3 september 2020                         | Turkije – Hongarije                      | 0 – 1                                    | Nations League 2020/21                   |                                          |                                          |
| 61.                                      | 6 september 2020                         | Servië – Turkije                         | 0 – 0                                    | Nations League 2020/21                   |                                          |                                          |
| 62.                                      | 11 oktober 2020                          | Rusland – Turkije                        | 1 – 1                                    | Nations League 2020/21                   |                                          |                                          |
| 63.                                      | 14 oktober 2020                          | Turkije – Servië                         | 2 – 2                                    | Nations League 2020/21                   |                                          |                                          |
| 64.                                      | 24 maart 2021                            | Turkije – Nederland                      | 4 – 2                                    | Kwalificatie WK 2022                     | 15' 34' 81'                              |                                          |
| 65.                                      | 27 maart 2021                            | Noorwegen – Turkije                      | 0 – 3                                    | Kwalificatie WK 2022                     |                                          |                                          |
| 66.                                      | 30 maart 2021                            | Turkije – Letland                        | 3 – 3                                    | Kwalificatie WK 2022                     | 52'                                      |                                          |
| 67.                                      | 3 juni 2021                              | Turkije – Moldavië                       | 2 – 0                                    | Vriendschappelijk                        | 58'                                      |                                          |
| 68.                                      | 11 juni 2021                             | Turkije – Italië                         | 0 – 3                                    | EK 2020                                  |                                          |                                          |
| 69.                                      | 16 juni 2021                             | Turkije – Wales                          | 0 – 2                                    | EK 2020                                  |                                          |                                          |
| 70.                                      | 20 juni 2021                             | Zwitserland                              | 3 – 1                                    | EK 2020                                  |                                          |                                          |
| 71.                                      | 1 september 2021                         | Turkije – Montenegro                     | 2 – 2                                    | Kwalificatie WK 2022                     |                                          |                                          |
| 72.                                      | 7 september 2021                         | Nederland – Turkije                      | 6 – 1                                    | Kwalificatie WK 2022                     |                                          |                                          |
| 73.                                      | 8 oktober 2021                           | Turkije – Noorwegen                      | 1 – 1                                    | Kwalificatie WK 2022                     |                                          |                                          |
| 74.                                      | 11 oktober 2021                          | Letland – Turkije                        | 1 – 2                                    | Kwalificatie WK 2022                     | 90+9 (pen)'                              |                                          |
| 75.                                      | 13 oktober 2021                          | Turkije – Gibraltar                      | 6 – 0                                    | Kwalificatie WK 2022                     |                                          |                                          |
| 76.                                      | 16 oktober 2021                          | Montenegro – Turkije                     | 1 – 2                                    | Kwalificatie WK 2022                     |                                          |                                          |
| 77.                                      | 24 maart 2022                            | Portugal – Turkije                       | 3 – 1                                    | Kwalificatie WK 2022                     | 65'                                      |                                          |
| Bijgewerkt op 21 juni 2022               |                                          |                                          |                                          |                                          |                                          |                                          |

## Erelijst
| Competitie            |          |                  |          |          |
| Competitie            | Aantal   | Jaren            |          |          |
| Beşiktaş              | Beşiktaş | Beşiktaş         | Beşiktaş | Beşiktaş |
| --------------------- | -------- | ---------------- | -------- | -------- |
| Türkiye Kupası        | 1x       | 2006/07          |          |          |
| Süper Kupa            | 1x       | 2006             |          |          |
| Trabzonspor           |          |                  |          |          |
| Türkiye Kupası        | 1x       | 2009/10          |          |          |
| Süper Kupa            | 1x       | 2010             |          |          |
| Galatasaray           |          |                  |          |          |
| Süper Lig             | 2x       | 2012/13, 2014/15 |          |          |
| Türkiye Kupası        | 2x       | 2013/14, 2014/15 |          |          |
| Süper Kupa            | 2x       | 2013, 2015       |          |          |
| Lille OSC             |          |                  |          |          |
| Ligue 1               | 1x       | 2020/21          |          |          |
| Trophée des Champions | 1x       | 2021             |          |          |

1 Babacan ·
2 Kaya ·
3 Balta ·
4 Çalık ·
5 Şahin ·
6 Çalhanoğlu ·
7 Gönül ·
8 İnan ·
9 Tosun ·
10 Turan ·
11 Şahan ·
12 Kıvrak ·
13 Köybaşı ·
14 Özyakup ·
15 Topal ·
16 Tufan ·
17 Yılmaz ·
18 Erkin ·
19 Mallı ·
20 Şen ·
21 Mor ·
22 Özbayraklı ·
23 Tekin ·
Coach: Terim
1 Günok ·
2 Çelik ·
3 Demiral ·
4 Söyüncü ·
5 Yokuşlu ·
6 Tufan ·
7 Ünder ·
8 Toköz ·
9 Karaman ·
10 Çalhanoğlu ·
11 Yazıcı ·
12 Bayındır ·
13 Meraş ·
14 Antalyalı ·
15 Kabak ·
16 Ünal ·
17 B. Yılmaz  ·
18 R. Yılmaz ·
19 Kökçü ·
20 Ömür ·
21 Kahveci ·
22 Ayhan ·
23 Çakır ·
24 Aktürkoğlu ·
25 Müldür ·
26 Dervişoğlu ·
Coach: Güneş